# Carex cordillerana
Carex cordillerana là một loài thực vật có hoa trong họ Cói. Loài này được Saarela & B.A.Ford mô tả khoa học đầu tiên năm 2001.